# في - رمز الثأر (رواية)
«في» رمزًا الثأر (بالإنجليزية: V for Vendetta)‏ هي رواية مصورة من تأليف الكاتب آلان مور وقام ديفيد لويد برسم معظم رسوماتها، ونشرتها دار دي سي كوميكس. قامت شركة وارنر بروذر بتحويل رواية «في رمزًا للثأر» إلى فيلم وتم إنتاجه سنة 2005م.
تدور أحداث هذه الرواية في فترة ما بعد نهاية العالم في المستقبل القريب للمملكة المتحدة حيث ينتشر الفساد بالمجتمع. تصور القصة التاريخ المستقبلي للمملكة المتحدة في التسعينات والذي سبقته حرب نووية في الثمانينات أدت إلى دمار العالم، على الرغم من أن معظم الأضرار التي حدثت في البلاد كانت بطرق غير مباشرة من خلال الفيضانات وتلف المحاصيل؛ إلا أنه في هذا الزمن المستقبلي ظهر حزب فاشي يدعى «نورسفاير» أباد معارضيه وألقى بهم في معسكرات الاعتقال وهو الآن يحكم البلد وجعل منها دولة بوليسية. أما بطل القصة، «في» (V)، فهو رجل ثوري مثير للشغب يرتدي قناع غاي فوكس بدأ حملة ميدانية مدروسة وعنيفة للقضاء على سجّانيه السابقين وإسقاط الحكومة ولإقناع الشعب بأن يحكموا أنفسهم.

## تاريخ النشر
ظهرت أولى الحلقات من «في رمزًا للثأر» باللونين الأبيض والأسود بين عامي 1982 و1985، في القصص المصورة «المحُارِب» حيث نُشرت مقتطفات من الهزليات البريطانية بواسطة شركة كواليتي كميونيكيشنز، أصبحت هذه القصة الفكاهية واحدة من أشهر القصص التي تحاكي هذه المواضيع، وغطت «في رمزًا للثأر» 26 قضية من قضايا المحارب.
عندما ألغى الناشرون كتاب القصص المصورة «المُحارب» في عام 1985، والذي أدّى إلى عدم نشر إصدارين كاملين، قامت شركات مختلفة بتقديم عروضها لمور ولويد لنشر وإكمال القصة، وقد قامت دي سي كومكس في عام 1988 (واحدة من أكبر وأشهر مجلات القصص المصورة الأمريكية وشركات وسائط الإعلام) بنشر عشر إصدارات متسلسلة وإعادة طباعة المُحارب بالألوان ثم واصلت لإستكمال السلسلة. ظهرت أول مادة ورقية جديدة في الإصدار السابع للكتاب، والتي تضمنت الحلقات الغير منشورة والتي قد ظهرت في إصداري المُحارب رقم 27 و28. ورسم طوني وير الفصل الأول وعنوانه «فنسنت» وأضاف فناً آخر للفصلين الآخرين («فاليري» و «الإجازة»)، بينما قام ستيف ويتاكر وسوفان دودز بتلوين المجموعة المتسلسلة بأكملها.
ظهرت السلسة وتشمل مقالة مور «ما وراء الابتسامة المرسومة» وفصلين إضافيين خارج التتابع المركزي، كعمل ورقي نشرته مطابع فيرتيجو في واشنطن دي سي في الولايات المتحدة الأمريكية برقم (ردمك 0-930289-52-8) وتايتان بوكس في المملكة المتحدة برقم (ردمك 1-85286-291-2).

## خلفية العمل
ظهرت رسومات ديفيد لويد لـ«ڤي V» (رمزًا لـ Vendetta أي الثأر) للمرة الأولى بالأبيض والأسود في المحارب، والقصة المصورة منها أظهرت الرسومات ملونة بألوان الباستيل؛ وقد أوضح لويد بأنه لطالما كان يتمنى أن يظهر هذا العمل ملوناً وأن الإنتاج الأول الذي كان بالأبيض والأسود ما كان ليكون لولا التكلفة المادية إذ إن الألوان تكلف أكثر، بالرغم من أن ناشر المحارب ديز سكين تفاجأ بهذا الموضوع إذ أنه فوض بأمر رسم القصص المصورة بالأبيض والأسود ولم يكن يرغب بأن يحمل الكتاب أيّة ألوان داخلية بغض النظر عن التكلفة.
في كتابته لـ«في» رمزًا للثأر، اعتمد مور على فكرة لسلسلة رسوم هزلية كان عنوانها الدمية، والتي قدمها إلى شركة دي سي تومسون في عام 1975 وكان عمره 22 عاماً. أوضح مور في مقالة «ما وراء الابتسامة المرسومة» أن الفكرة قوبلت بالرفض من دي سي تومسون التي عارضت فكرة «الإرهابي المتحول جنسياً.» بعد عدة سنوات، أشيع أن محرر «المحارب» ديز سكين رحب بمور لابتكار قصة بوليسية غامضة مع الفنان ديفيد لويد. لكنه في الحقيقة طلب منه أن يعيد كتابة شيء مشابه لروايتهم المشهورة غراب الليل من دار نشر مارفل البريطانية، وهي قصة عن رجل أمن مقـنّع ومبهم حدثت في الولايات المتحدة في الثلاثينات، عرض لويد على الكاتب الآن مور الانضمام إليه، وخلال مناقشاتهم تطور زمن ومكان الاحداث من الثلاثينات في الولايات المتحدة إلى المستقبل القريب ببريطانيا، وبما أن الأحداث تقدمت كذلك تطورت الشخصيات؛ صُورِت في ما مضى كنسخة واقعية لعصر العصابات وقطاع الطرق من غراب الليل، حيث كان بالبداية رجل أمن يتمرد على الطبقة الاجتماعية الاستبدادية التي يخدمها بعد ذلك تحول لفوضوي قوي.
تصور مور ولويد السلسلة كسلسلة المغامرات المرسومة المظلمة والمتأثرة بالشخصيات المصورة البريطانية في الستينات، وكذلك تأثرها بـ«غراب الليل»، والتي عمل عليها لويد سابقاً مع الكاتب ستيف باركهاوس. كان المحرر ديز سكين هو من اقترح اسم (vendetta) خلال غداء مع زميله في العمل غرام مارش ولكن سرعان ما رفضه لإنها ستبدو إيطالية جداً (في الحقيقة كلمة vendetta تعني الثأر في الإيطالية)، ثم ظهر بعد ذلك حرف (V) بدلًا من كلمة «الثأر» ووضعوا التركيز عليه، وقد طور ديفيد لويد فكرة تسوية "V" إلى غاي فوكس بعد التصاميم السابقة والتي اتبعت النظرة التقليدية للبطل الخارق.

أثناء إعداد مور للقصة قام بوضع لائحة لما يريد إضافته على النص، كما فعل في مقال "ما وراء الابتسامة المرسومة 
وقد تأثر المناخ السياسي البريطاني – بداية الثمانينات – بتلك الأعمال، حيث توقع (مور) في حديث له بأنه: "من الواضح أن حكومة مارجريت تاتشر المحافظة، ستخسر في انتخابات عام 1983 م"، مضيفاً أن حزب العمال - بوصول مايكل فوت إلى الرئاسة – سيلتزم بإتمام مهمة نزع السلاح النووي وذلك في إطار التعاون مع الأمم المتحدة؛ مما سيسهل على الأخرى عملية الهروب من الخوض في حرب نووية بكل سهولة. ولكن، مور أبدى مخاوفه من موقف الفاشيين وذلك بعد الأعمال التخريبية التي قاموا بها في بريطانيا، مدعياً بأنهم قد يسعون لقلب نظام الحكم ". ولكن من غير الممكن الاعتماد على السيناريو الذي توقعه مور. كما علق مور على دراسات التطورات التاريخية التي قامت بها حكومة واشنطن قائلاً:
صحيفة ذا كوميك (The Comics Journal)، عدد شهر فبراير، 1999 م، استطلاع للرأي حول (أفضل 100 كاريكاتير في القرن باللغة الإنجليزية)، وقد حازت رواية V for Vendetta على المركز 83.

## الحبكة

### الكتاب الأول: أوروبا بعد السُلطة
في يوم الاحتفال بذكرى غاي فوكس، في العام 1997 قامت إيفي هاموند اليائسة مالياً والتي تبلغ من العمر ستة عشر عاماً بإغواء أعضاء في الشرطة السرية جنسياً يطلق عليهم اسم «الأنامل»، وعندما كانوا يعدون لاغتصابها وقتلها قام «في» بقتلهم، وهو شخص ثوري يرتدي معطف وقناع غاي فوكس، حيث يقوم أيضاً بتفجير مبنى البرلمان عن بعد قبل أن يحضر إيفي إلى مخبأ تحت الأرض مليء بالممنوعات والأشياء المحظورة يدعى «المعرض الخفيّ»، وهناك تقوم إيفي بسرد قصة حياتها لـ«في» والتي تكشف فيها إلى أن الحرب النووية العالمية في أواخر الثمانينات من القرن الماضي هي التي أثارت الفاشية الإنجليزية، وأثارت الحكومة التي تؤمن بسيادة البِيض حكومة نورسفاير.
وفي الوقت نفسه يبدأ المحقق المخضرم إريك فينش المسؤول عن قوات الشرطة والمسماة بـ «الأنف» بالتحقيق في الأنشطة الإرهابية للملقب «في»، يقوم فينش بالتواصل باستمرار مع إدارات الاستخبارات الأخرى لحكومة «نورسفاير» بما فيها جهاز «الأنامل» بزعامة ديريك ألموند كما يتواصل مع آدم سوزان المكنى بـ«الرأس»، وهو رئيس الحكومة الذي ينزوي ليشرف على النظام الحاسوبي للحكومة المسمى بـ «المصير».
تزداد قضية فينش غموضاً وتعقيداً عند تسبب «في» في اختلال لويس بروثيرو عقلياً، وهو شخصية إذاعية دأبت على بث ما يخدم مصالح جهات محددة كما دفع «في» الأسقف أنتوني ليليمان وهو كاهن متحرش بالأطفال إلى الانتحار، وفي الوقت نفسه يقوم «في» بالاستعداد لقتل الباحثة الطبية د. ديليا سوريدج المرتبطة سابقًا بعلاقة غرامية مع المخبر فينش.
يكتشف فينش إن كل من الأهداف الثلاثة لـ «في» كانوا يعملون في نورسفاير بمعسكرٍ للاعتقال بالقرب من لاركهيل في تلك الليلة قتل «في» كل من ألموند وسوريدج لكن سوريدج تركت ورائها مُفكرة تكشف تاريخ جميع الضحايا الثلاث مع «في» في معسكر لاركهيل.
ويتضح أن «في» سجين وضحية لتجارب سوريدج الطبية القاسية حيث استخدمت مواد كيميائية متعلقة ببحث لها لصنع مواد متفجرة التي استخدمها «في» لاحقًا في الفرار وتدمير المخيم ومنذ ذلك الحين يقوم بتصفية الضباط السابقين الذين عملوا بالعسكر للحفاظ على هويته الحقيقة مخفية كتب فينش تقارير بهذه النتائج لسوزان والذي يشتبه بأن هذا «الثأر» هو في الواقع مجرد غطاء لـ«في» والذي كان على ما يبدو أنه يخطط لهجوم إرهابي أكبر الأمر الذي يثير قلق سوزان.

### الكتاب الثاني: هذا الملهى الرذيل
بعد أربعة أشهر اقتحم «في» برج جوردن، مقر وزارة الإعلام الخاص بنورسفاير والتي تُدعى «الفم» ويقودها روجر داسكومب وذلك لبث كلمة تدعو الناس إلى مقاومة الحكومة ثم ينجح بالهروب عن طريق إستخدامه لبعض الحِيل مما ينتج عن ذلك مقتل داسكومب.
يتعرف فينش بسرعة إلى المُختل بيتر كريدي رئيس الأنامل الجديد ويقوم باستفزاز فينش ليضربه، الأمر الذي نتج عنه إرساله إلى إجازة إجبارية خلال هذه الفترة مضت إيفي في حياتها وأصبحت على علاقة عاطفية مع رجل يكبرها سناً بكثير ومُجرم تافه يدعى غوردن تتلاقى أقدار كل من إيفي وغوردن مع روز ألموند أرملة ديريك الذي قُتل حديثاً وبعد مقتل ديريك تبدأ روز مترددة بالانخراط في علاقة مع داسكومب لكن الآن مع مقتل كلا عُشّاقها أُجبرت روز على قُبول العمل في وظائف رديئة ومُهينة الأمر الذي زاد من كراهيتها للحُكومة.
المشهد دة كان نقطة التحول لشخصية ناتالي بورتمان في الفيلم اللى كانت قبل اللحظة دي إنسانة عادية جدا. وبانتهاء تلك اللحظة تحولت لشخصية مختلفة تماما. لأنها تخلصت في تلك اللحظة من الخوف. أكبر شعور يصيب الإنسان بالعجز في الحياة هو الخوف، لذلك هناك عقدة اسمها Fear of missing out الخوف من الفقد. الإنسان نتيجه دافع الخوف من فقد الاشياء التي يحبها ايا كانت اشخاص أو أشياء يكون ضعيفا، وكلما تتخلص من مخاوفك من فقد الأشياء كلما تكون أقوى.
عندما قام رجل العصابة الإسكتلندي المدعو آلي هاربر بقتل غوردن حاولت إيفي الانتقام منه أثناء الاجتماع بين هاربر وكريدي وكان الأخير قد تلقى المساعدة من عصابة هاربر من أجل التحضير لعملية الانقلاب على الحكم ولكن تم القبض على إيفي قبل أن تطلق النار على هاربر وأتُهمت بالخطأ بمحاولة اغتيال كريدي وفي زنزانتها ما بين الاستجواب والتعذيب وجدت إيفي رسالة قديمة من سجينة تدعى فاليري بيج وهي ممثلة سُجنت وأُعدمت لكونها مثلية الجنس، في تلك الأثناء أعطاها المحقق الذي تولى قضيتها خيارين أما التعاون معه أو الموت وبسبب تأثرها بما حدث لفاليري رفضت إيفي أن تستسلم وكانت تتوقع أن تُعدم بدلاً من أن يتم تبرئتها ولكنها أصيبت بالذهول عندما علمت بأن ذلك السجن المزعوم ماهو إلا خدعة قام بها المدعو «في» حيث بين لها أنه من الممكن أن تواجه تعذيباً مماثلاً للذي رآه في معسكر لاركهيل وأن فاليري كانت سجينة أخرى في نفس المعسكر وقد توفيت في الزنزانة التي تقع بجانب زنزانته ورسالتها ليست مزيفة.
صفحت إيفي عن «في» باعتباره هو الذي اخترق النظام الحاسوبي للحكومة المصير وبدأ بالتلاعب عاطفياً بسوزان عن طريق ألعاب ذهنية وبناء على ذلك فإن سوزان وهو الذي تكمن مشاعره الجنسية فقط عند استخدام الحاسوب قد بدأ بالانحدار نحو الجنون.

### الكتاب الثالث: بلاد «افعل ما تريد»
في الخامس من نوفمبر التالي عام 1998، يفجر «في» برج مكتب البريد وبرج جوردن، مما يؤدي إلى قتل ثلاث هيئات حكومية: العين والأذن والفم حينها ارتبط رجال كريدي مع عصابة آلي هاربر ليقمعوا بعنف موجة من ثورة حماسية قام بها الشعب، وذكر (في) لإيفي أنه لم يحقق بعد ما يسميه «بلاد افعل ما تريد»، مما يعني مجتمع وظيفته الفوضوية، ويعتبر الفوضى الحالية ماهي إلاّ فترة انتقالية من «بلاد خذ ما تريد».
هذا المشهد من فيلم V for Vendetta هو أكثر من مجرد مشهد في فيلم وهو مشهد Psychology بحت. وتم تناوله بالصورة التي توضح فكرت نزع الخوف من الاشياء التي تحبها وجسد هذه الفكرة في حلق شعر Natalie Portman وتحولها تحول تام بعد هذا الموقف وفي النهاية اكتشافت انها بالفقدهذا أصبحت شخص اقوى. ولهذا السبب يعتبره المشاهدون اقتباس من فيلم Fight Club في رأيهم انه من أروع الجمل في السينما الأمريكية..
غاب فينش في ظروف غامضة وفي يوم ما ادرك مساعده الشاب دومينيك أن «في» كان يتحكم طيلة الوقت في نظام المصير مما وضح له مدى ذكائه، وكان فينش مسافرًا طوال هذا الوقت لموقع سجن لاركهيل المهجور حيث كان يتعاطى ثنائي ايثيل أميد حمض الليسرجيك (من المهلوسات القوية المؤثرة على العقل) ليسترجع ذكريات الماضي السحيق ويعيش دور سجينٍ في لاركهيل مثل «في» ويمنحه فهمًا بديهيًا لتجاربه، وبعد عودة فينش إلى لندن استدل أخيرًا إلى مكان اختباء «في» في محطة فكتوريا المهجورة حيث دخلها مطلقًا النار عليه مرة تلو أخرى حيث إدعى الأخير بأنه لا يمكن قتله لأنه مجرد فكرة والافكار ضد الرصاص! وبغض النظر عن ذلك فقد أصيب فعلاً وعاد إلى داخل المعرض الخفي ومات بين ذراعي إيفي التي فكرت في كشف القناع عن وجهه ولكنها تراجعت وبدلاً من ذلك ارتدت إحدى أقنعة غاي فوكس الإضافية.
وفي خلال ذلك الوقت كان كريدي يضغط على سوزان للظهور علناً على أمل أن يفضحه وخلال الإستعراض حالما توقف عن التلويح بيديه قتلته روز وعلى الرغم من وفاة «في» إلا أن مخططاته قد نُفذت فعلاً وأدت إلى تقاتل كريدي وهاربر ورئيس «العين» ضد بعضهم وموتهم جميعًا.
بقي فينش الناجي الوحيد من بين كبار المسؤلين في الحكومة ولكنه تخلى عن منصبه بإرادته بسبب ما كان يتعاطاه وتأثيره على مظهره، بعد ذلك ظهرت إيفي في الساحة بزي «في» معلنة عن تدمير شارع دونينغ 10 في اليوم التالي وأخبرت الحشود قائلة «اختاروا مستقبلكم، إما عيش حياتكم الخاصة بكم أو العودة للقيود» وعندئذ بدأت ثورة عامة ودمرت ايفي شارع دونينغ 10 بتفجير قطار تحت الأرض يحمل جثة «في» على طريقة جنائز الفايكنج كما اختطفت دومنيك لتدربه ليكون خليفاً لها، يخُتتم الكتاب بمراقبة فينش للفوضى العارمة في المدينة بهدوء وهو يسير في طريقٍ مهجور انطفأت كل أضواءه مع الزمن.

## الشخصيات

### الشخصيات الرئيسية
- في: هو شخص مقنّع مثير للشغب يسعى للقتل المنهجي لقادة حزب نورسفاير وهو حزب دكتاتوري فاشي يسيطر على مجتمع الفساد في المملكة المتحدة ويمتلك «في» خبرة كبيرة في فنون المتفجرات والحِيل وقرصنة الحواسيب ولديه فكر أدبي وثقافي وفلسفي واسع، يعتبر «في» الناجي الوحيد من تجربة تم فيها إعطاء 48 سجيناً حقن من مركب يسمى «الخلطة 5» هذا المركب تسبب في شذوذ خلوي كبير في الجسم والذي أدى في النهاية إلى موت جميع المساجين ما عداه، الأمر الذي أكسبه مقاومة متطورة شديدة وردود فعل وقدرة على الثبات وتحمل الألم. طوال أغلب أحداث الرواية يرتدي «في» قناع غاي فوكس مع شعر مستعار منسدل للكتف باللون البني الغامق وزي يتألف من قفازات سوداء وسترة قصيرة مع بنطال وحذاء طويل وفي حال عدم ارتدائه للقناع لا يتم إظهار وجهه وحين يتواجد خارج المعرض الخفيّ يكمل هذا الزي بلبس قبعة مخروطية الشكل من القرن السابع عشر وعباءة طويلة تصل إلى الأرض، أما أسلحته المفضلة فتشمل الخناجر والمتفجرات والغاز المسيل للدموع. يشير الكتاب إلى أن «في» أخذ اسمه من الرقم الروماني (V) وهو رقم الغرفة التي كان محتجزاً بها أثناء عمل التجربة.
- إيفي هاموند: إيفي «إيف» هاموند تبلغ السادسة عشر من العمر (السابعة عشر كما ذُكر في الكتاب الثاني) وهي التي حماها «في» من الأنامل، تذكر الرواية تفاصيل قصة حياتها: كيف فقدت كل شخص أحبته بسبب حزب نورسفاير وعلاقاتها الجنائية وكيف التقت مع «في» وبدأت تفهمه وأخيراً كيف أصبحت خليفته.
- آدم سوزان: آدم سوزان معروف أيضًا بـ«القائد»، وقد كان ديكتاتور لحزب نورسفاير وقواته، بالرغم من أن بعض قواه طقوسية، كان سوزان واقع بحب «المصير» (نظام الحاسوب) ويفضل جموده ورفقته الحاسوبية على إتباعه للبشريين، كما عبّر عن إيمانه بذاته بأنه هو والرب (نظام المصير كما يراه) هما فقط ذوا الوجود الحقيقي. هو داعم للفاشية وللمفاهيم العنصرية لـ«التطهير» ويعتقد بشدة أن الحريات المدنية تشكل خطرًا وغير ضرورية وأنه يجب أن يكرس حياته ليقود شعبه وقد أظهر اهتمام حقيقي بهم في الحقيقة، مضمرًا أن محبته لمفهوم الفاشية كانت ردة فعل لشعوره بالوحدة، كان رئيس الشرطة قبل الحرب، وقد تم اغتياله من قبل روز ألموند أرملة أحد ملازميه السابقين.
- إيريك فينش: هو رئيس سكوتلاند يارد ووزير للتحقيقات والذي يُدعى بالأنف، كان فينتش برغماتياً وواقفًا بجانب الحكومة لأنه كان يرغب أن يخدم في عالمٍ منظم بدلاً من الفوضى، غير أنه كان محترماً وشريفاً وكان القائد يثق به ويعتمد عليه لأنه لا يطمح لمنصبه، قام في نهاية الأمر بالاعتراف وإبداء حزنه الشديد نظراً لمشاركته في أعمال نورسفاير الوحشية.

### الشخصيات الثانوية
- روزماري «روز» ألموند: زوجة المعتدى عليه ديريك ألموند، عندما تم اغتيال زوجها أصبحت روز في حالة اكتئاب لكن كان يجب عليها أن تذهب إلى روجر داسكومب والذي كانت تكرهه بشدة لمشاركتها ودعمها بعد مقتل داسكومب أيضاً على أيدي «في» أضطرت أن تعمل كفتاة إستعراض لتعول نفسها وبعد إيقاف «في» لأنظمة المراقبة استغلت روز الفرصة لشراء بندقية لاغتيال اّدم سوزان وكان آخر ظهور لها عند استجوابها عن طريق الأنامل ومصيرها بعد ذلك غير معروف. تعتبر روز الممثلة الثانوية الوحيدة التي غيرت سرد الرواية في نقطة محددة من القصة عن طريق الحوار الذاتي، يضاف إلى جانبها الممثلين الرئيسيين «في» وإيفي وآدم سوزان وفينش.
- دومينيك ستون: شريك المفتش فينش وحاميه، وهو الذي اكتشف الرابط بين «في» والموظفين السابقين لمعسكر لاركهيل واختراق «في» لنظام «المصير»، دومينيك يشبه فينش إلى حد كبير حيث أنه يعمل في شرطة سكوتلانديارد بدافع وطني محض وليس بدافع سياسي أو ارتباط بحزب نورسفاير. في النهاية إيفي تنقذ دومينيك من عصابة ما وتأخذه إلى المعرض الخفيّ، مما يوحي بأنها ستدربه ليصبح خليفةً لها بعد أن أخذت هي شخصية «في».
- غوردون: مجرم بسيط متخصص في تجارة البضائع الممنوعة، وفي الكتاب الثاني بعد تخلي «في» عن إيفي اخذها غوردون وعاملها بلطف بعد أن قبض عليها تسرق من منزله وفي نهاية الأمر عشقا بعضهما، قُتِل غوردون من قِبل آليسيتر هاربر المجرم الشرس الذي يحاول توسيع نقابة الجريمة المنظمة في إسكتلندا إلى لندن.
- بيتر كريدي: رجل فظ وتافه حل محل ديريك ألموند كوزير خارجية الأنامل بعد موت الأخير، وهو يهدف لجعل الضعيف سوزان كزعيم ولكن كجزء من مؤامرة السيدة هاير قُتل من قبل عصابة آليستر هاربر (كريدي استأجر العصابة لدعم وإسناد ضعف الأنامل ولكن هيلين هاير عرضت عليهم أكثر).
- هيلين هاير: زوجة كونراد هاير، امرأة ماكرة قاسية ولا ترحم فقد كانت تستخدم الجنس وتفوقها الفكري للحفاظ على زوجها تحت سيطرتها والتي لم تشعر اتجاهه بأي شيء سوى الازدراء وكذلك لتعزيز هدفها وهو السيطرة على البلد بعد أن يصبح زعيماً وخلال ذلك الوقت كانت تخونه مع هاربر وتحرض هاربر ضد كريدي ولكن مخططاتها إنهارت وآخر مره شوهدت حين كانت تعرض نفسها لمجموعة عصابة شبه سكارى مقابل الحصول على الحماية والطعام بعد أن رفضها فينش (والذي كانت تأمل بانضمامه إليها للإستيلاء على ماتبقى من الحزب بعد مقتل زوجها وبيتر كريدي وأليستر هاربر) وبعد ذلك امتدت الفوضى إلى لندن.
- كونراد هاير: المسؤول عن «العين» –وهي وكالة تتحكم بنظام المراقبة بواسطة الدائرة التلفزيونية المغلقة في البلاد– كانت زوجته هيلين تسيطر عليه وهي تعتزم لزوجها أن يكون القائد، ويكون لها القوة من وراء العرش. يرسل «في» لكونراد شريط فيديو يبيّن خيانة هيلين لزوجها فيخرج عن طوره ويقوم بقتل عشيقها أليستر هاربر ولكنه يصاب بجرح بليغ من أداة حادة أصابه به هاربر قبل مقتله عندما علمت هيلين بما فعله زوجها استشاطت غضباً لتخريب خططها فتركته ينزف حتى فارق الحياة وقامت بوضع كاميرا فيديو متصلة بتلفازهم كي يشاهد نفسه وهو يلفظ أنفاسه الأخيرة.
- لويس بروثيرو: القائد السابق لمعسكر لاركهيل، وهو معسكر الاعتقال الذي احتجز فيه «في» سابقاً ويصبح لاحقاً صوت المصير كمذيع في الإذاعة الحكومية الذي يبث المعلومات للشعب، يقوم «في» بإيقاف قطاراً كان يقل بروثيرو ويخطفه ويُفقده صوابه نتيجة لإعطائه جرعات زائدة من «الخلطة 5» بالإضافة إلى صدمته بمشاهدة مجموعة الدمى الخاصة به تحترق في مجسم لمعسكر لاركهيل في المقر الرئيسي لـ«في» ويبقى على هذه الحالة من الضعف حتى نهاية القصة.
- الأسقف أنتونى ليليمان : صوت الحزب في الكنيسة، ليليمان هو أسقف فاسد يتحرش بالفتيات الصغيرات في العديد من الأبرشيات ومثل بروثيرو كان يعمل في لاركهيل ليعطي الدعم الروحي للسجناء الذين يأخذون «الخلطة 5» بعد ذلك قامت الدولة بترقيته من كاهن إلى أسقف وقُتل بعد أن أوشك على اغتصاب إيفي هاموند التي كانت ترتدي أزياء فتاة صغيرة عندما أجبره «في» على تناول القربان المقدس المكون من رقاقة السيانيد السام.
- د. ديليا سوريدج : الطبيبة في معسكر لاركهيل التي قتلها «في» عن طريق حقنها بدواء مجهول مميت سوريدج الوحيدة من معذبيّ «في» السابقين التي تشعر بالندم تجاه أعمالها واعتذرت منه في اللحظات الأخيرة من حياتها، ذكر فينش أيضاً بأنه يكن المشاعر لها ويشعر بالغيظ لموتها وعقد العزم لإنهاء حياة «في».
- ديريك ألموند: المسؤول رفيع المستوى في حكومة نورسفاير، أدار قوات شرطة الحكومة السرية المعروفة بـ«الأنامل»، قام فينش بتحذير ألموند بأن سوريدج سوف تكون هدف «في» الأخير وذهب إلى منزلها لإيقافه لكنه وجدها مقتولة، حلّ بيتر كريدي محل ألموند بعد مقتله في إحدى فصول الرواية. أرملته روز بعد أن صُدِمت بوفاة زوجها الذي كان بارداً تجاهها وبذيئًا وبالرغم من ذلك كانت تحبه؛ افلست وفي وسط حزنها ويأسها ألقت لومها على آدم سوزان قائد نورسفاير واغتالته في نهاية الرواية .
- فاليري بيج: ممثلة تعرضت لإنتقادات شديدة وسُجنت في لاركهيل عندما اكتشفت الحكومة بأنها شاذة جنسياً (مثلية)، نهايتها المأساوية على يد نظام الحكم ألهمت «في» للقتال ضد حزب نورسفاير.
- روجر داسكومب: المشرف التقني على القسم الإعلامي للحزب ووزير الدعاية بـ «الفم»، في أول مشهد له تم تقديمه علانية على أنه أنثوي (مُخَنّث)، وبعد وفاة ديرك ألموند وضع داسكومب نصب عينيه على أرملته روز ماري التي خضعت له في نهاية المطاف للحصول على الدعم، وأثناء هجوم «في» على برج جوردن جعل من داسكومب دمية مشابهة له فقتلته الشرطة لظنها أنه «في».
- آليستر «آلي» هاربر: الإسكتلندي زعيم الجريمة المنظمة الذي قتل غوردون حبيب إيفي وقد وظفه كريدي مؤقتاً هو ورجاله لدعم قوات الشرطة بعد أن دمر «في» معدات المراقبة الخاصة بالحكومة ولكن هيلين هاير جندته لجانبها بعرضها عليه أن يكون مسؤولاً عن الشرطة السرية بعد أن يحصل كونراد على السلطة لتضمن سقوط كريدي وقد أصبح حبيب هيلين مؤقتاً وبعد استيلاء كريدي نفذ آلي نهاية الصفقة مع هيلين وقام بقتل كريدي بعمل جرح قاتل من اسلاكه الشائكة، أما كونراد فقد ضرب هاربر حتى الموت بمفتاح براغي بعد أن قام آلي بجرح رقبته مما أدى إلى هلاكه.

## الأفكار الرئيسية والدوافع
تعد هذه السلسلة أول استخدام لمور للسرد المكتظ بالتفاصيل وحبكة الرواية المتداخلة والتي قد تظهر بكثافة في فيلم «المراقبون» وغالبًا ما تكون خلفية العمل ممتلئة بالألغاز والدلائل المضللة، وكذلك تلميحات أدبية وتلاعب بالمفردات يبرز في عناوين الفصول وفي كلام «ڤي» والذي دائمًا يأخذ الوزن خماسي التفعيل وهو وزن شعري يعتمد على خمسة أزواج من المقاطع حيث يكون المقطع الثاني لكل زوج مشددًا أكثر من الأول، ونجد الاستعمال الأكثر شهرة لهذا الوزن في الكثير من أعمال ويليام شكسبير.
يقرأ «ڤي» لإيڤي قبل نومها قصص «الشجرة السحرية البعيدة» كما كانت هذه القصص المصدر لـ«بلاد افعل ما تريد» و «بلاد خذ ما تريد» والتي أشير إليها طوال السلسلة، كما ظهرت إشارة ثقافية أخرى وظهرت جلية في العمل المسرحي (تذكر تذكر، الخامس من نوفمبر: مؤامرة وخيانة البارود، لا أعرف سببًا لنسيان خيانة البارود)؛ وهذه الأسطر تُشير إشارة واضحة لقصة غاي فوكس ومشاركته في مؤامرة البارود عام 1605م.

### اللاسلطوية ضد الفاشية
تبسط لنا القصة النظرتان السياسيتان المتعارضتان بين اللاسلطوية والفاشية، حيث يشارك حزب النورسفاير كل جانب من جوانب الإيدلوجية الفاشية والذي يُعرف بكراهيته الشديدة للأجانب والغرباء ويتخذ الترهيب والعنف كوسيلتان يُسيطر بهما على الدولة، كما يُعظم القيادة القوية. ويوجد في معظم الأنظمة الفاشية أنواع عديدة ومختلفة من منظمات الدولة التي تتشارك في الصراع على السلطة ولكن جميعها تنصاع لنفس الزعيم، بينما يسعى «ڤي» في نهاية المطاف إلى «مجتمع حر» مُنظم حسب رغبته وموافقته.

#### الهوية
بقي «ڤي» نفسه محاطًا بالغموض وتاريخه يُلمح فقط، فمعظم القصة تُروى من وجهات نظر شخصيات أخرى مثل: إيڤي معجبة «ڤي» وتلميذته التي تعمل في ورشته وتبلغ من العمر 16 عامًا، وإيريك فينش وهو شرطي واقعي يملؤه الضجر من هذه الحياة ويطارد «ڤي»، بالإضافة إلى عدد من المتنافسين على السلطة داخل الحزب الفاشي. الأعمال التخريبية «لڤي» غامضة أخلاقيًا، فمحور من المحاور الأساسية للقصة هو تبرير الأعمال الوحشية باسم هدف أسمى، سواءً كان هذا الهدف هو الاستقرار أو الحرية، كما أن هذه الشخصية عبارة عن خليط يجمع ما بين داعٍ فعلي للّاسلطوية والصورة النمطية التقليدية للّاسلطوي كإرهابي.

وقد قال مور في مقابلة:
ولم يوضح «مور» أبداً خلفية دقيقة لـ«في»، عدا أن : «في» ليس هو والد إيفي، ولا والدة ويستلير، ولا حتى عمة تشارلي؛ وأشار إلى أن هوية «في» لم تكشف أبداً في الكتاب، وغموض شخصية «في» ما هو إلا موضوع متواصل خلال العمل، والذي يسمح بدوره للقراء تحديد ماهية «في» بأنفسهم، هل هو عاقل أم مضطرب، بطل أم وغد؟ وقبل ارتداء إيفي لقناع فوكس خلصت إلى النهاية التي تحمل في طياتها أن هوية «في» ليست مهمة بالمقارنة مع الدور الذي لعبه، وبأن هويته ماهي إلّا الفكرة التي كان يجسدها.

## الإستعدادات

### الفيلم
أول الإستعدادات لتصوير فيلم («في» رمزاً للثأر) متضمناً بعض المشاهد من الفيلم الوثائقي من شركة مايند سكيب آلان مور، والذي تم تصويره في أوائل عام 2002، لا يحتوي الفيلم أي حوار للشخصية الرئيسية، ولكن يستخدم صوت المصير كمقدمة.
يوم 17 مارس عام 2006 أصدر الإخوة وارنر فيلم («في» رمزاً للثأر)، من إخراج أول مساعد مخرج لأفلام الماتريكس جيمس مكتيغ، وسيناريو واهوسكيز؛ مثّلت ناتالي بورتمان دور إيفي هاموند وهيوغو ويفينغ دور «في»، بالإضافة لستيفن ريا وروبرت غريفز وستيفن فراي، وجون هيرت الذي لعب دور المستشار العالي آدم ستلر في الفيلم، كما لعب أيضا فيما مضى دور وينستن سميث في فيلم (ألف وتسعمائة وأربع وثمانون 1984) المبنية على رواية بنفس الاسم للكاتب جورج أورويل. كان من المقرر أصلاً الإعلان عن الفيلم في الرابع من نوفمبر عام 2005، اليوم الذي يسبق ذكرى ليلة غاي فوكس والذكرى الأربعمائة لمؤامرة البارود لكن تم تأجيله حتى 17 مارس 2006، ربما يعود السبب في ذلك إلى تفجيرات لندن في السابع من يوليو 2005، بالرغم من أن المنتجين قد نفوا كونه هو السبب.

يُبعِد (الآن مور) نفسه عن الفيلم، كما يفعل دائماً مع كل عمل سينمائي من أعماله، وقد أنهى التعاون مع ناشر أعماله (دي سي كوميكس) بعد أن أخفقت الشركة الأم (وارنر بروس) بالتراجع عن تصريحاتها بشأن ترويج مور المفترض للفيلم؛ فبعد قراءته لسيناريو الفيلم علّق مور:
ويضيف لاحقًا أنه إذا كان «واهوسكيز» يريد الاحتجاج على ما يجري في الولايات المتحدة، فإنه ينبغي عليه أن يستخدم السرد السياسي الذي يشير مباشرة لقضايا الولايات المتحدة الأمريكية، على غرار ما فعل مور مسبقا مع بريطانيا. الفيلم غيّر الرسالة الأصلية إذا أمكننا القول عن طريق تغير شخصية «ڤي» من الفوضوية إلى مناضلٍ في سبيل الحرية؛ وفي مقابلة مع المنتج (جول سيلفر) أشار إلى أن التغيير ربما لم يكن مُتَعَمّدا، لأن «ڤي» عُرِف في القصص المصورة كبطل خارق، منتقم مقَنـّع ينقذ العالم، وهو إيضاح يدحض تمامًا تصريح مور عن دور «ڤي» في القصة.
قـام المؤلّـف المشارك والمصوّر (ديفيد لويد) على غير العادة، بتقبّـل الفكرة. وفي مقـابلةٍ أُجريت له عبر موقع «نيوزاراما» أدلى بتصريح يقول فيه:
ستيف مور (ليس من أقرباء آلان مور) كتب رواية مبنيّة على أحداث هذا الفيلم، نُشرت عام 2006 .

## الأثر الثقافي

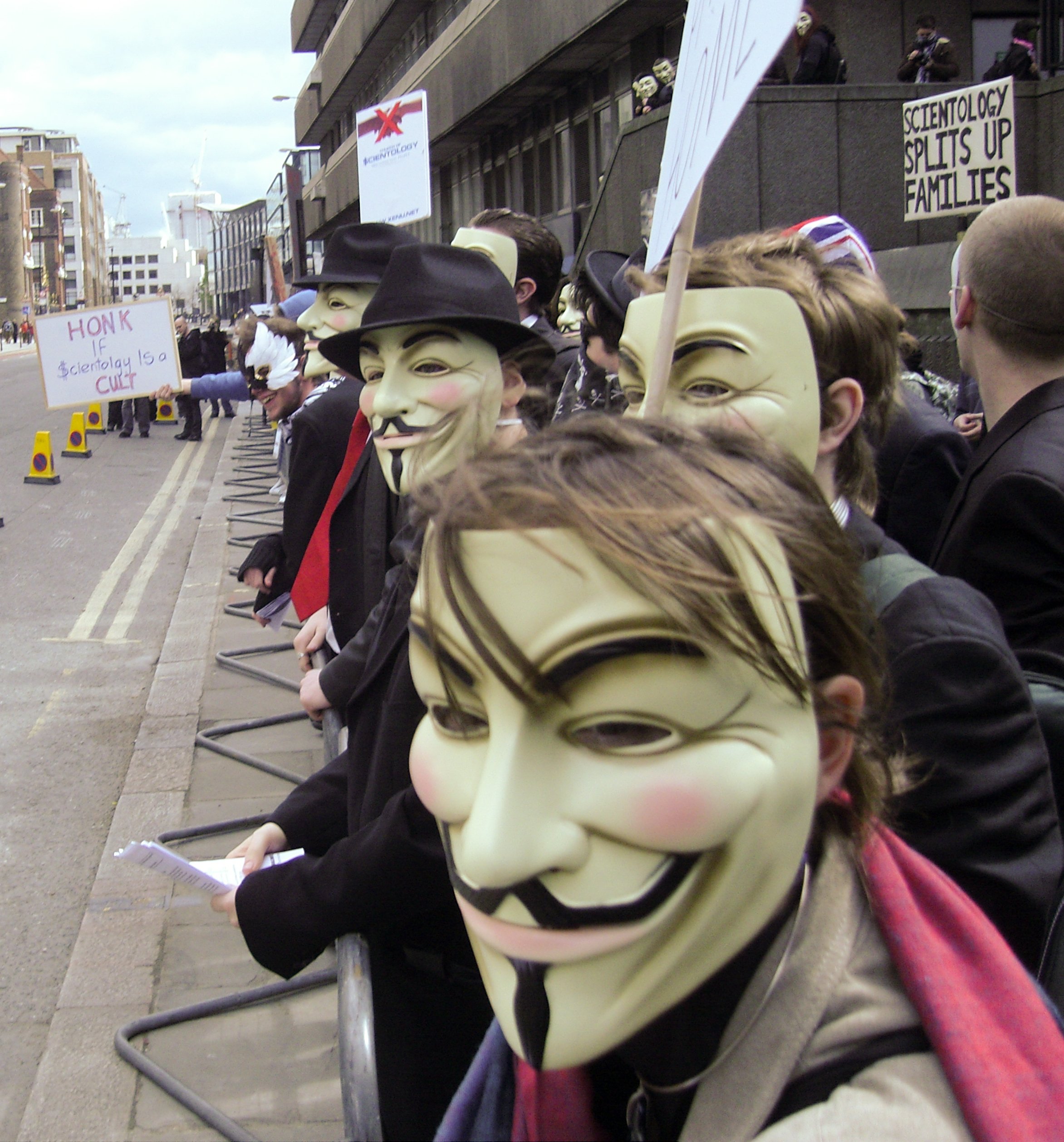
متظاهرون يرتدون قناع جاي فوكس خلال تظاهرت ضد الساينتولوجي حصلت في لندن عام 2008

مجهولي الاسم أو كما يدعون (أنونيموس)، هم مجموعة على شبكة الإنترنت أعضاؤها يرتدون قناع غاي فوكس من فيلم ("في" رمزًا للثأر) ويعتمدونه كشعار لهم (اُعتمِد كـ«ميم إنترنت» وهي فكرة أو شعار تنتشر بسرعة من شخص إلى آخر من خلال الإنترنت)؛ وكمثال على ذلك الإحتجاجات على مشروع تشانولوجي ضد الكنيسة العلموية في عام 2008م؛ وفي مقابلة مع مجلة انترتينمنت ويكلي (الترفيه الأسبوعيى)، قال آلان مور قال عن استخدام قناع غاي فوكس أن الفكرة مستوحاة من قصته المصورة «في» كرمز للثأر:
وفقاً لما قالته مجلة التايم الإنجليزية، فإن ارتداء المحتجين للقناع أدى إلى أن يصبح السلعة الأكثر مبيعاً على موقع أمازون دوت كوم، حيث يباع مئات الآلاف منه كل عام وقد زُعِم أن الفيلم ألهم بعض الشباب المصريين قبل وأثناء الثورة المصرية عام 2011. وفي 23 مايو2009 ارتدى بعض المحتجين هذا القناع ووضعوا برميل بارود مزيف خارج البرلمان أثناء الاحتجاجات على قضية نفقات النواب البريطانيين.
أثناء احتلال وول ستريت وغيرها من الاحتجاجات المستمرة ظهر القناع عالمياً باعتباره رمزاً للثورة الشعبية، وقد صرح الفنان ديفيد لويد بقوله: «لقد أصبح قناع غاي فوكس الآن علامة تجارية مشهورة ولافتة مناسبة لاستخدامها في الاحتجاجات ضد الطغيان، وأنا سعيد لاستخدام الناس له، فعلى ما يبدو أنه فريد من نوعه تماماً وهو رمز للثقافة الشعبية التي تستخدم هذه الطريقة».
في السابع عشر من نوفمبر 2012 حذر مسؤولي الشرطة في دبي من ارتداء أقنعة غاي فوكس المصبوغة بألوان علم الإمارات أثناء أي احتفال مرتبط باليوم الوطني للإمارات العربية المتحدة (الموافق 2 ديسمبر) معلنين أن هذا الاستخدام عمل غير قانوني بعدما بيعت الأقنعة في المتاجر الإلكترونية بسعر 50 درهماً.

## النسخ المجمعة
جُمِعت القصة (V) الكاملة، وأصدرت في (غلاف ورقي) بتصنيف (ردمك 8-52-930289-0)، كما أصدرت مرة أخرى على هيئة (غلاف مقوى) بتصنيف آخر وهو (ردمك 8-0792-4012-1).
وفي أغسطس من عام 2009م نشرت شركة دي سي النسخة الكاملة من القصة بـ (غلاف منزلق) بتصنيف (ردمك 3-2361-4012-1)، وتضمنت هذه النسخة صفحات ملونة جديدة من «الفن الصامت»، الذي هو عبارة عن صفحة كاملة تحتوي على رسومات بدون نص، وهي الطبعة الجديدة من السلسلة الأصلية، حيث لم يظهر ذلك في أي نسخة مجمعة سابقة.

## روابط خارجية
- في - رمز الثأر على موقع الموسوعة البريطانية (الإنجليزية)